# Geografia dell'Algeria

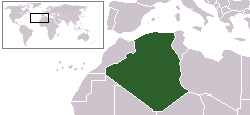
Posizione dell'Algeria

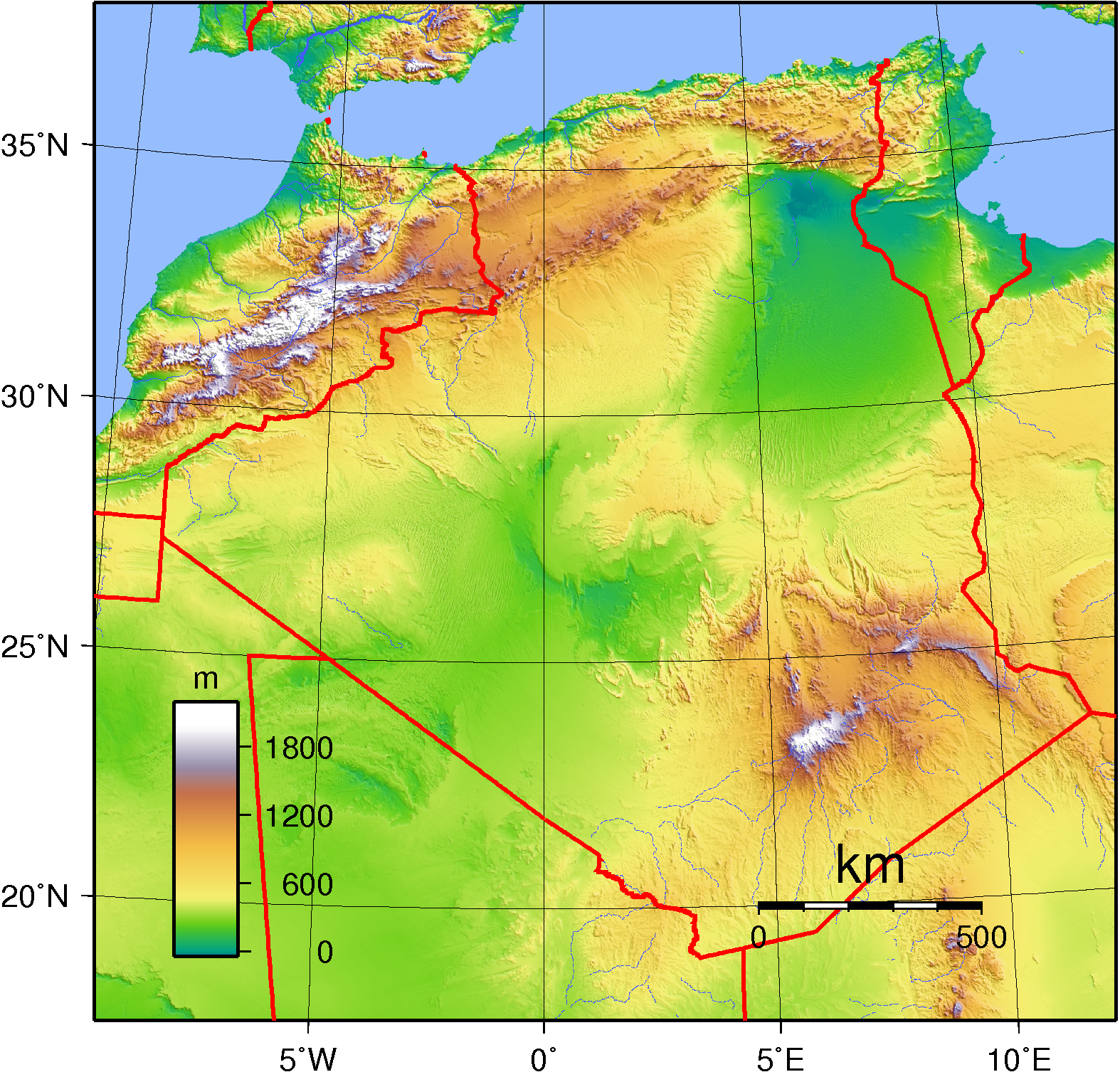
Topografia dell'Algeria

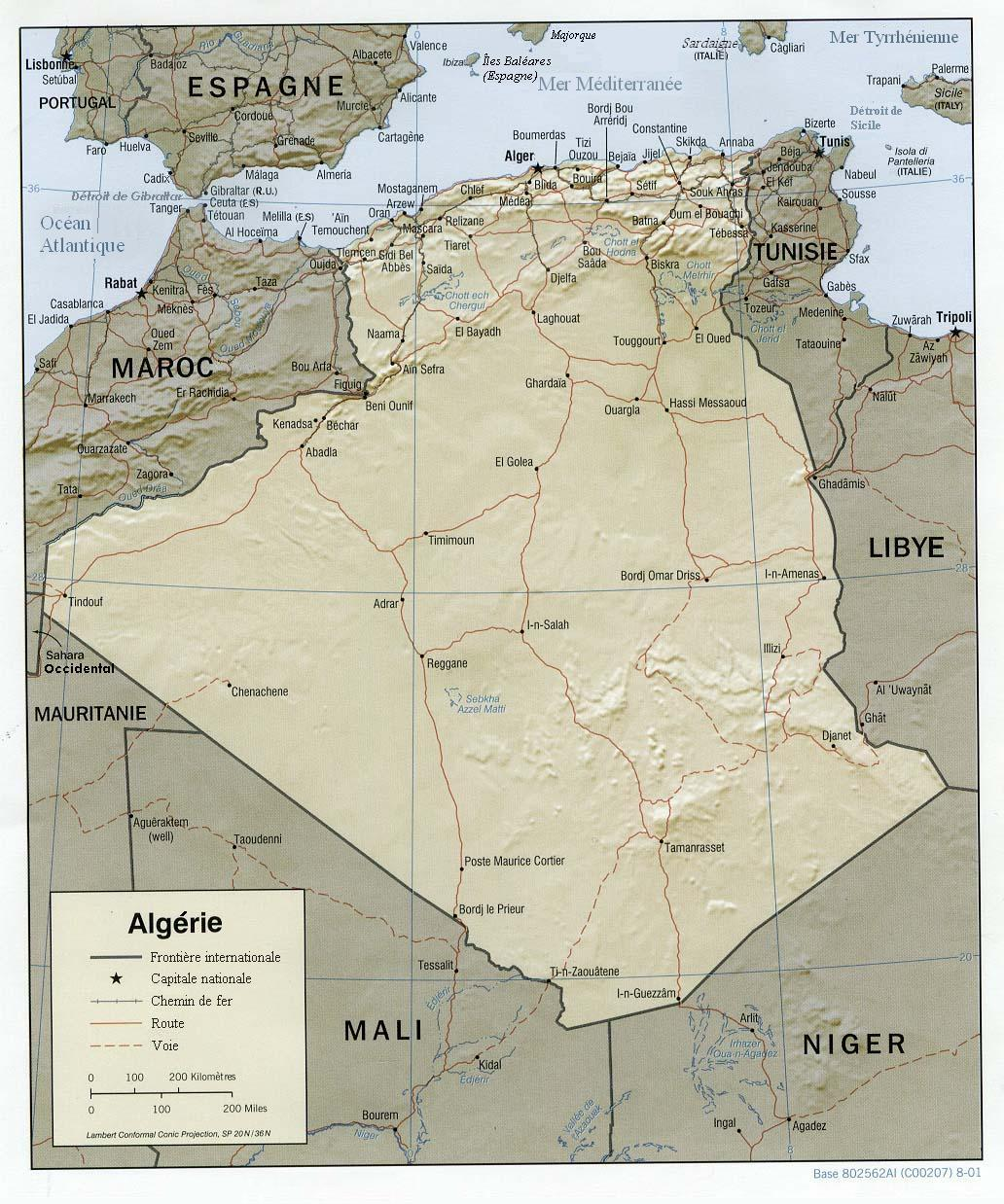
Mappa dell'Algeria

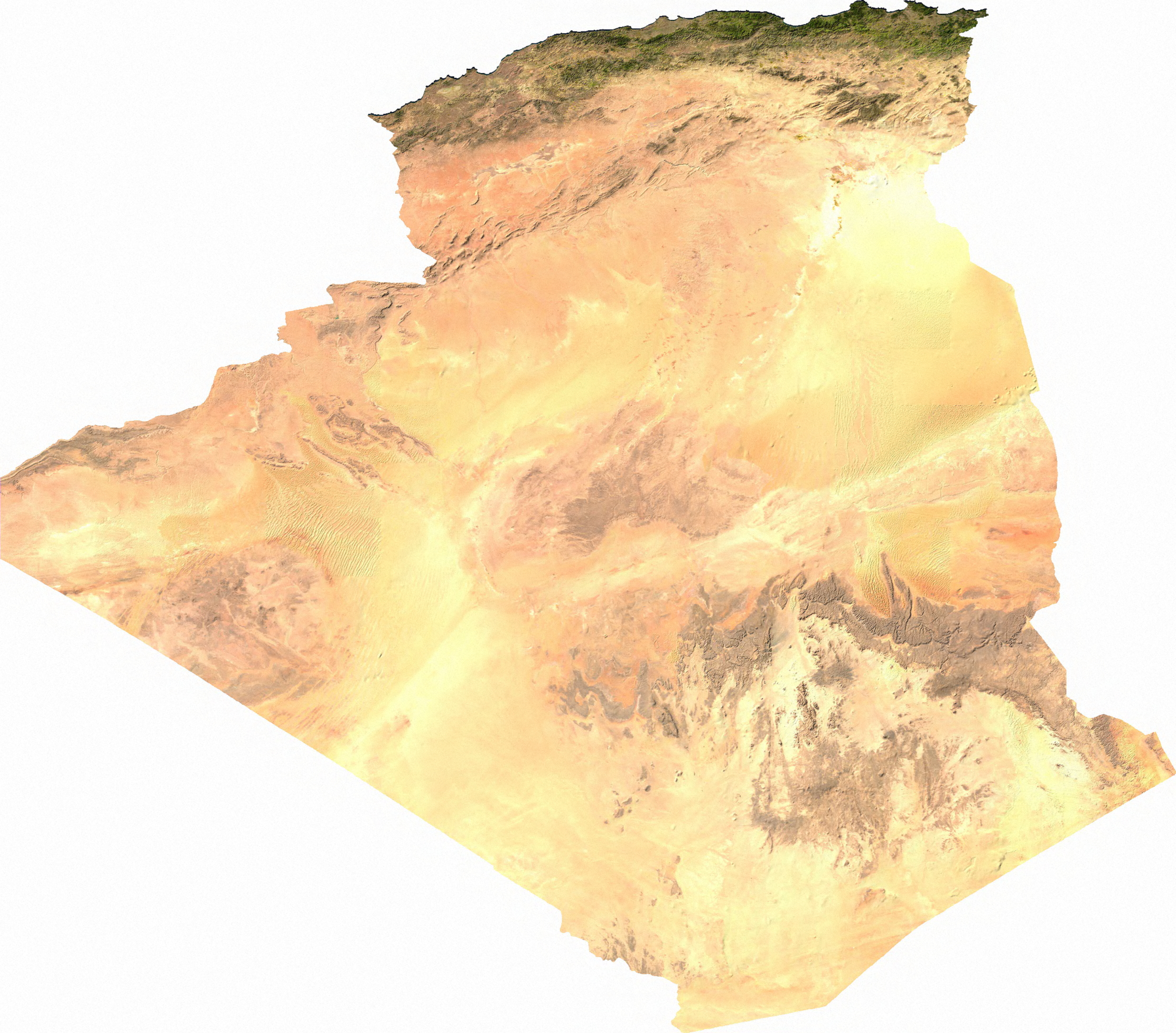
Vista da satellite

L'Algeria confina ad est con Tunisia e Libia; a sud con Niger, Mali e Mauritania; ad ovest con Marocco e Sahara Occidentale (che è stato praticamente incorporato dal primo); e a nord con il mar Mediterraneo. È un paese molto esteso - il più grande dell'Africa e il 10º del mondo per dimensioni - e può essere suddiviso in due regioni geografiche distinte. La più settentrionale, conosciuta generalmente come Tell, è soggetta agli influssi mitigatori del Mediterraneo ed è costituita per lo più dalle montagne dell'Atlante, che separano le pianure costiere dalla seconda regione, situata a sud di esse. Questa regione meridionale, quasi interamente desertica, forma la maggior parte del territorio del paese ed è situata nel settore occidentale del Sahara, che si estende attraverso tutta l'Africa settentrionale.

## Morfologia
Le principali caratteristiche strutturali del rilievo dell'Algeria sono state prodotte dalla collisione delle placche tettoniche africana ed eurasiatica lungo il margine mediterraneo, che portò alla formazione delle due suddette regioni geografiche. Nel Tell, che ospita la maggior parte della popolazione del paese, vi sono due massicci montuosi relativamente giovani dal punto di vista geologico, l'Atlante Telliano (Atlas Tellien) e l'Atlante Sahariano (Atlas Saharien), che corrono generalmente paralleli tra loro da est ad ovest e sono separati dagli altopiani interni (Hauts Plateaux). Il sud del paese, costituito dal Sahara, è un solido e antico tavolato roccioso, orizzontale e uniforme. Questa regione desertica è completamente disabitata, fatta eccezione per alcune oasi, ma nasconde ricche risorse minerarie, soprattutto petrolio e gas naturale.

### Il Tell
In successione da nord a sud si incontra una fascia caratterizzata da massicci costieri intervallati da pianure costiere. Insieme all'Atlante Telliano, agli altopiani interni e all'Atlante Sahariano, formano una sequenza di cinque zone geograficamente diversificate che corrono approssimativamente parallele alla costa.
Le creste e i massicci costieri sono incisi da numerose baie e sono spesso separati tra loro da pianure - come quelle di Orano e di Annaba - che si estendono nell'entroterra. Allo stesso modo, anche l'Atlante Telliano non segue un andamento continuo; ad ovest forma due distinte catene separate da pianure interne. Così, la pianura di Maghnia separa i monti di Tlemcen a sud dai monti Trara a nord-ovest. Allo stesso modo, le pianure di Sidi Bel Abbès e Mascara si trovano contornate da catene di colline a nord e a sud. Il massiccio di Dahra forma una lunga catena montuosa che si estende dalla foce del fiume Chelif ad ovest al monte Chenoua ad est; è separato dal massiccio dell'Ouarsenis a sud dalle pianure della valle dello Chelif.
Il rilievo nel suo complesso, pertanto, non costituisce un ostacolo alle comunicazioni nel Tell occidentale. Tuttavia, questo non è il caso nel Tell centrale, dove l'Atlante di Blida si congiunge con le montagne del Titteri e il blocco montuoso della Grande Cabilia (Grande Kabylie) si unisce ai monti Bibans e a quelli dell'Hodna rendendo più difficili le comunicazioni tra nord e sud. Solo la valle del Wadi Soummam consente la comunicazione con il porto di Bejaïa.
Più a est, da Bejaïa ad Annaba, una barriera montuosa ne segue un'altra, separando la pianura di Costantina dal mare. I territori a sud delle pianure sono dominati dalle catene degli Hodna, degli Aurès e dei Nemencha. Le pianure stesse, che da tempo vengono utilizzate per la coltivazione dei cereali, hanno una loro propria distinta topografia e non presentano sempre le stesse caratteristiche come gli altopiani interni, che si estendono verso ovest dai monti Hodna in Marocco. Questi ultimi sono interrotti da sabkhah (letti di laghi asciutti incrostati di sale) e, ricevendo un minor apporto di precipitazioni, sono molto meno favorevoli all'agricoltura.
A sud degli altopiani interni e delle pianure di Costantina corre l'Atlante Sahariano, formato da una serie di catene orientate da sud-ovest a nord-est. L'altitudine di questa catena montuosa diminuisce procedendo da ovest, dove il monte Aïssa, nei monti degli Ksour, raggiunge i 2236 m, ad est, dove i monti Amour e Oulad Naïl raggiungono solamente quote modeste. Vette più elevate si incontrano ancora sui monti dell'Aurès, dove è situata la cima più elevata dell'Algeria settentrionale, il monte Chelia (2328 m).
Solamente le più settentrionali tra le catene del Tell, situate lungo il confine tra due placche tettoniche, sperimentano un grado elevato di attività sismica. Qui forti terremoti hanno distrutto la città di Chlef (El-Asnam) per ben due volte, nel 1954 e nel 1980. Nel 1989 un altro terremoto provocò seri danni alla zona situata tra il massiccio del Chenoua e Algeri, e un altro ancora, nel 2003, ha devastato la regione appena ad est di Algeri.

### Il Sahara
Il Sahara algerino può essere approssimativamente suddiviso in due depressioni di altitudine differente, separate l'una dall'altra da un rialzamento centrale con andamento nord-sud chiamato Mʾzab (Mzab). Ogni zona è coperta da una vasta distesa di dune di sabbia, chiamate erg. Il Grande Erg Orientale (Grand Erg Oriental) e il Grande Erg Occidentale (Grand Erg Occidental), con un'altitudine media compresa tra 400 e 600 m, diminuiscono d'altezza dai piedi delle montagne dell'Ahaggar (Hoggar) fino a sotto il livello del mare in luoghi a sud delle montagne dell'Aurès. Le montagne dell'Ahaggar nel Sahara meridionale si innalzano con vette imponenti; la più elevata, il monte Tahat, raggiunge i 2918 m di quota ed è il punto più alto del paese.

## Idrografia
La maggior parte dei fiumi dell'Atlante Telliano è breve e subisce grandi variazioni nella portata. Il maggiore tra essi è lo Chelif, che nasce sugli altopiani interni, attraversa l'Atlante Telliano, e scorre attraverso una depressione che si allunga da est ad ovest per raggiungere il mare ad est di Mostaganem. Lo Chelif è stato così intensamente sfruttato per l'irrigazione e come fonte di acqua potabile che durante i mesi estivi il suo corso inferiore rimane sempre asciutto. A sud dell'Atlante Telliano si incontrano solamente fiumi effimeri (wadi), e la maggior parte delle acque superficiali termina il loro corso in chott (paludi salmastre) entro depressioni interne. Alcuni corsi d'acqua sahariani, in particolare quelli che traggono origine dalle alture dell'Ahaggar, occupano vallate formatesi in gran parte durante i periodi pluviali del Pleistocene (2,6 milioni-11.700 anni fa). Alcuni wadi che scorrono verso sud alimentano le falde freatiche sotto la superficie del Sahara, e oasi del deserto appaiono in luoghi dove l'acqua, sotto pressione idrostatica, sale in superficie nei pozzi artesiani o nelle sorgenti.

## Suoli
La continua distruzione della vegetazione e l'erosione hanno limitato l'area dei fertili suoli bruni a quelle alture dove si trovano ancora foreste di querce sempreverdi. Suoli rossi di tipo mediterraneo occupano le altitudini inferiori in gran parte del Tell settentrionale. Più a sud i suoli diventano progressivamente immaturi man mano che aumenta l'aridità; essi sono caratterizzati da poca disgregazione chimica e da scarso accumulo di materiale organico. Nelle aree desertiche lo sviluppo del suolo è ulteriormente ostacolato dalla forte e quasi costante erosione eolica. Verso la metà degli anni '70 ebbe inizio un ambizioso progetto per creare una «barriera verde» contro l'avanzata del Sahara verso nord, riforestando una sottile striscia di territorio estesa fino a 19 km di larghezza e circa 1600 km di lunghezza; tuttavia, i successi ottenuti sono stati scarsi. Comunque, intorno alla metà degli anni '80, venne introdotto un altro progetto per riforestare un'ulteriore superficie di 3600 km².

## Clima
Il clima, più che il rilievo, costituisce il principale fattore geografico del paese. La quantità delle precipitazioni e, soprattutto, la loro distribuzione durante il corso dell'anno, così come la distribuzione nel tempo e l'entità dello scirocco - un vento secco e caldo che spira stagionalmente dal Sahara (spesso sotto forma di vere e proprie burrasche) - costituiscono i principali elementi da cui dipendono l'agricoltura e molte altre attività.
La zona costiera e le montagne settentrionali dell'Algeria presentano un tipico clima mediterraneo, con estati calde e asciutte e inverni miti e piovosi. Algeri, per esempio, presenta temperature pomeridiane di luglio di 28 °C, che scendono a circa 21 °C di notte, mentre in gennaio le temperature diurne spaziano tra i 15 e i 9 °C. I quattro quinti dei 760 mm di precipitazioni annue che riceve cadono tra ottobre e marzo, e luglio e agosto sono solitamente asciutti. L'ammontare delle precipitazioni annue aumenta lungo la costa da ovest ad est, ma diminuisce rapidamente man mano che dalla costa si procede a sud verso l'interno. Le quantità di precipitazioni cadono sulle regioni montuose del litorale orientale, direttamente esposte ai venti umidi che dal Mediterraneo soffiano verso l'interno del paese. Da un punto situato circa 80 km ad ovest di Algeri alla frontiera con la Tunisia, le precipitazioni annue superano i 600 mm, e in alcuni luoghi - ad esempio nella Grande Cabilia, nella Piccola Cabilia (Petite Kabylie) e nell'Edough - raggiungono addirittura i 1000 mm. Ad ovest di quest'area, una notevole parte della piana dello Chelif, delle pianure costiere e della regione situata immediatamente a sud di esse nelle vicinanze di Orano sono scarsamente piovose, e ricevono meno di 580 mm di pioggia all'anno. Le precipitazioni diminuiscono anche dopo aver attraversato la catena dell'Atlante a sud, fatta eccezione per l'Aurès e una sezione dei monti Amor, che ricevono ancora circa 400 mm di pioggia.
Questo confine est-ovest distingue approssimativamente le due principali zone agricole del paese. La coltivazione a secco è generalmente possibile e commercialmente redditizia nella zona orientale, dove crescono anche piccole foreste ed un'abbondante vegetazione. Nella zona occidentale i cereali possono essere coltivati solo con l'irrigazione; vi prevalgono le attività pastorali e le foreste scompaiono.
Il rilievo dell'Algeria settentrionale, parallelo alla costa, limita la penetrazione verso sud del clima mediterraneo. Le pianure e le colline della regione immediatamente a sud delle montagne costiere ricevono ancora precipitazioni sufficienti, ma qui l'atmosfera è molto più secca e la gamma delle temperature è più varia. Gli altopiani interni, invece, sono caratterizzati da escursioni termiche giornaliere e annue estreme, con estati calde e inverni freddi, e precipitazioni insufficienti. Le temperature estive superano generalmente i 38 °C nel pomeriggio e scendono a circa 10 °C di notte, mentre in inverno l'escursione giornaliera va dai circa 16 °C durante il giorno ai circa -2 °C di notte. Le precipitazioni annue variano dai 100 ai 400 mm.
Il Sahara vero e proprio ha inizio sul confine meridionale dell'Atlante Sahariano. La linea di demarcazione coincide con una diminuzione delle precipitazioni a meno di 100 mm all'anno. Il paesaggio e la vegetazione differiscono notevolmente da quelli del nord, con la vita e le attività umane limitate a pochi luoghi privilegiati. Qui l'escursione termica giornaliera e annuale è perfino più estrema che sugli altopiani interni, e le precipitazioni sono caratterizzate da una maggiore irregolarità. Nella regione del Tademaït possono trascorrere anche tre anni senza precipitazioni, e perfino cinque sull'altopiano dell'Ahaggar.

## Flora e fauna
La distribuzione della vegetazione spontanea segue generalmente il gradiente climatico nord-sud del paese, con ulteriori variazioni dovute all'altitudine. Ogni tipo di vegetazione in Algeria, dove tutto il territorio è più o meno soggetto ad un certo livello di aridità stagionale, è resistente alla siccità. Le foreste ricoprono appena il 2% circa dell'intera superficie del paese e si trovano prevalentemente nelle regioni montane meno accessibili, dove sulle pendici più umide sopravvivono resti di foreste sempreverdi. Dominate da lecci, querce da sughero e da conifere come il ginepro, oggi le foreste ospitano solo zone limitate ricoperte da cedri di alto valore commerciale. Gran parte dell'intera regione del Tell, a nord, era una volta ricoperta di boschi, ma la maggior parte di questi è stata rimpiazzata da una sparuta macchia costituita da arbusti sempreverdi, spesso aromatici, dalle foglie coriacee e da alberi di basso fusto, dove spiccano specie come l'alloro, il rosmarino e il timo. Su terreni calcarei e meno fertili, tuttavia, la macchia degenera nella gariga (o garigue), un'associazione arbustiva a bassa crescita di ginestre, lavanda e salvia.
Più a sud, la crescente aridità riduce la vegetazione ad un tipo discontinuo di steppa (pianura senza alberi) dominata da erbe come lo sparto. Tuttavia, lungo gli wadi, è ancora possibile rinvenire associazioni vegetali più ricche costituite da fichi d'India e palme da dattero. Nel deserto vero e proprio la vita vegetale è altamente dispersa ed è costituita da ciuffi di vari tipi di erbe robuste che non necessitano quasi di acqua, come il drinn (Aristida pungens) e il cram-cram (Cenchrus biflorus); alcuni tipi di arbusti, sempre stentati e talvolta spinosi, alberi di tamerice, acacia e giuggiolo, e alcune specie più varie si possono trovare nei letti degli wadi ove sia presente acqua sotterranea o nelle regioni montuose.
La vita animale delle montagne settentrionali comprende ammotraghi, cervi berberi, cinghiali e bertucce. Il paese è attraversato da un'intera moltitudine di uccelli migratori, tra cui cicogne e fenicotteri. Nel Sahara si possono trovare gazzelle, fennec, iene e sciacalli, insieme a molti mammiferi più piccoli quali gerbilli e lepri del deserto. L'entomofauna è numerosa e si manifesta in modo spettacolare negli immensi sciami di locuste che periodicamente si abbattono sulla regione. Gli scorpioni sono comuni nelle regioni aride e semiaride.